# Ermita del Calvari (Alcalà de Xivert)
L'Ermita del Calvari d'Alcalà de Xivert està situada a la part meridional del pla de la Foia, a uns 400 m d'Alcalà, al mig del camí del seu nom que s'inicia al poble d'Alcalà i arriba a la vall d'Estopet. Davant de l'ermita i delimitant el camí d'accés es plantaren xiprers i, fins a la guerra civil, existien les capelletes del calvari. Ha estat qualificada com a Bé de Rellevància Local amb la categoria de Monument d'Interès Local.

## Història
El 3 de maig de 1727 comencen les obres i es va construint fins al 1731 —com apareix damunt la finestra de la façana principal— i al cap de poc es paralitzen les obres per començar la construcció de la nova església parroquial. Acabada aquesta se segueix la construcció de l'ermita fins a acabar l'any 1779, on el 31 d'agost, en plenes festes patronals, és consagrada.

## Arquitectura
L'ermita té planta rectangular, quasi grega, centrada en la cúpula, amb dues petites sales adossades al presbiteri: la sagristia i la casa de l'ermità. Al peus desenvolupa dues capelles laterals menudes. La volta és de canó. La cúpula descansa sobre un tambor octogonal amb finestres cegades i està coberta de teules envernissades blaves i blanques als angles. La llum penetra per la finestra del peu i les dues del creuer.
Els angles de la façana principal, la cornisa i la portada són de carreus, la resta de maçoneria.
La portada és d'ordre dòric-toscà amb un ondulant frontó. Per sobre una finestra amb llinda gravada la data d'inici de la construcció. I remata el frontis una cornisa mixtilínia i al damunt, un campanar de paret, avui desaparegut.
L'espai interior es troba decorat amb pintures i estucs, amb característiques del rococó. Les petxines estan pintades amb motius de la Passió, algunes molt deteriorades: l'Oració a l'Hort de Getsemaní, la Flagel·lació, el Descendiment i l'Enterrament. La cúpula està decorada amb grisalles i trompe-l'oeil (il·lusió pictòrica). Es pinta una llanterna i uns ulls de bou il·lusoris, i entre un ull i l'altre les grisalles decorades amb temes de l'Antic Testament: Caín assassina Abel, el sacrifici d'Isaac, la serp de bronze i Moisès demanat ajuda a Déu en la batalla contra els amalequites; que formen un conjunt al·legòric de la passió i mort de Crist.